# Andrés Cubas
Adrián Andrés Cubas (Aristóbulo del Valle, 22 mei 1996) is een Paraguayaans-Argentijns voetballer die bij voorkeur als defensieve middenvelder speelt. Hij verruilde Talleres de Córdoba in juli 2020 voor Nîmes Olympique.

## Clubcarrière
Cubas is een jeugdproduct van Boca Juniors. Hij debuteerde op 5 mei 2014 in de Argentijnse Primera División, uit tegen CA All Boys als invaller voor Juan Sánchez Miño. Hij kreeg op 18 mei 2014 zijn eerste basisplaats, uit tegen Gimnasia La Plata. Hij mocht op 20 oktober 2014 opnieuw in de basiself starten, in een uitwedstrijd tegen Godoy Cruz. Hij werd na 71 minuten naar de kant gehaald voor Juan Manuel Martínez.

## Interlandcarrière
Hoewel Cubas in Argentinië geboren werd en voor dat land enkele jeugdinterlands speelde, kon hij door zijn Paraguayaanse vader ook voor dat land uitkomen. Cubas debuteerde op 19 november 2019 voor het Paraguayaans voetbalelftal in een vriendschappelijk duel tegen Saoedi-Arabië (0–0).